# Anim'Est
Anim'Est est une convention sur le thème de la culture japonaise. Cet événement a lieu chaque année depuis 2003 au mois de novembre pendant un week-end. L'événement s'est déroulé au Centre Prouvé de Nancy de 2014 à 2022, après avoir été accueilli pendant 10 ans à l'ancien Palais des Congrès de Nancy. Il y a eu au total près de 9000 visiteurs en 2021 soit 1200 visiteurs de plus que l'année 2019, après un an sans convention en 2020 durant l'épidémie de COVID-19. Lors de l'édition 2022, la barre des 10 000 visiteurs a été pour la première fois franchie. Pour l'édition 2023, Anim'Est a de nouveau changé de lieu pour se dérouler au Parc des expositions de Nancy. Ce changement a été motivé par le succès des éditions précédentes, nécessitant un espace plus vaste pour accueillir dans de meilleurs conditions l'ensemble des visiteurs. 
Tout en étant l'une des plus grandes conventions du Nord-Est de la France sur le thème des mangas, animes (d'où son nom) et du Japon plus généralement, Anim'Est reste une convention ayant pour objectif d'avoir une image plus conviviale que d'autres événements du même type.
À chaque édition, Anim'Est se déroule autour d'un thème et d'une couleur qui la détermine. L'affiche, déterminée pendant plusieurs années via un concours auprès des amateurs, correspond à ces deux paramètres. Depuis 2022, Anim'Est fait appel directement à un artiste pour la réalisation de l'affiche.
La convention est organisée par l'association étudiante à but non-lucratif Anim'Est qui relève de la loi du 1er juillet 1901 et du décret du 16 août 1901.

## Historique
Anim'Est fut créée en 2003 par un groupe d'étudiants de l'École des Mines de Nancy, lesquels furent rejoints par les étudiants de TELECOM Nancy dès la deuxième édition.
Les deux premières éditions d'Anim'Est se déroulèrent chacune sur une seule journée, respectivement en mai et décembre 2003. La troisième édition, en novembre 2004, fut la première à durer deux jours. Son succès a confirmé ce choix, et depuis, Anim'Est se tient chaque année sur tout un week-end, en fin d'année.
En 2013, Anim'Est fête ses 10 ans. Une soirée spéciale a donc été organisée le dimanche 19 mai de 20h à 2h au Trader's et au Classico de Nancy.
En 2023, Anim'Est fête cette fois-ci ses 20 ans, non pas au Centre Prouvé, mais au Parc des Expositions. À cette occasion, une chorégraphie d'une durée de 40 minutes a été mise en place. Elle illustrait l'histoire d'un combat entre samouraïs et Yokai. Cette chorée a d'ailleurs combiné les danses des années précédentes pour donner l'aspect rétrospectif de l'événement et la nostalgie de la convention au fil des années.

## Les activités proposées
La convention propose à ses visiteurs des activités réparties sur deux jours et gérées par différents pôles de l'équipe organisatrice, tels que des ateliers créatifs (concours de dessin), des conférences, des expositions d'artistes et projections d'animes iconiques.

### Animations
Réparties entre le personnel d'Anim'Est et l'association Cospop (anciennement Tsubasa, Sohei ou encore BulleJapon), les animations se tiennent dans l'amphithéâtre principal du Palais des Congrès de Nancy. Certaines animations sont encadrées par différents intervenants qui changent chaque année. Depuis 2007 on trouve des karaokés géants, concours de chants, mais aussi de Cosplay.
En 2014 y eut lieu pour la 1re fois l'une des qualifications pour l'EuroCosplay 2015, concours international de Cosplay dont la finale a eu lieu les 22 et 23 mai à Londres.

### Boutiques
Le pôle boutiques a pour mission de regrouper des vendeurs spécialisés dans les mangas, DVDs, CDs, posters, figurines et tous les produits dérivés liés aux univers des mangas, des animes et de la J-Music. En plus des boutiques, la convention accueille également des éditeurs européens et japonais qui viennent présenter leurs produits. En 2021, l'événement a comptabilisé plus de 23 stands, et en 2024, on atteint jusqu'à 30 stands.
Chaque année, Anim'Est offre aux visiteurs l'opportunité de confier la vente de leurs mangas, DVDs et figurines à l'organisation.

### Stands Amateurs ou Créateurs
Anim'Est réserve également une section de la convention aux stands amateurs, mettant en avant les créateurs, les fanzines et bien d'autres talents. En 2021, l'événement a accueilli plus de 54 stands variés, contre 66 en 2024.

### Culture

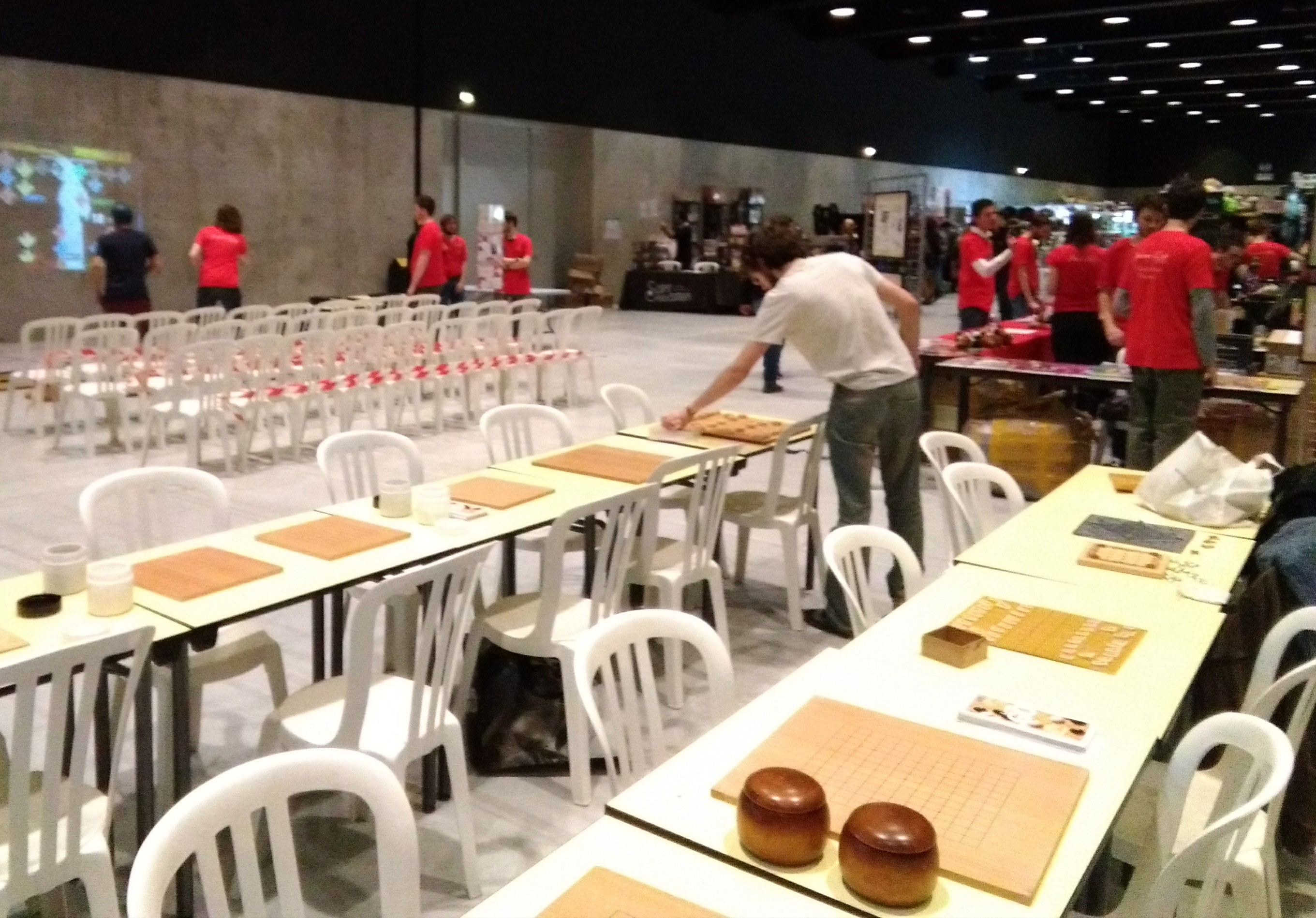
Stand d'initiation à des jeux traditionnels asiatiques (jeu de go, shogi, dōbutsu shōgi, xiangqi et bagh chal) à Anim'est avant l'ouverture de la convention

Depuis quelques années, Anim'Est s’efforce de renforcer ce pôle spécifique dans le but d’offrir à ses visiteurs une immersion plus approfondie dans la culture japonaise. Ainsi, la convention propose, depuis plusieurs éditions, des ateliers d'initiation au jeu de go, au shogi ou au mahjong ainsi que des stands consacrés à la mythologie japonaise, l'Ikebana, le sumi-e. Au fin des ans, l'événement a également accueilli des initiations à l'origami et à la langue japonaise, des concours de Haïku, des conférences sur des sujets variés tels que l'origami ou l'histoire du Japon, ainsi que des démonstrations d'arts martiaux (aïkido, ninjutsu, iaidō...).

### Jeux vidéo
Anim'Est trouve ses origines dans l'univers des jeux vidéo. Bien que cela ne soit plus son cœur de mission, les jeux vidéo occupent toujours une place essentielle au sein de l'événement. Chaque année, des tournois et des sessions de freeplay permettent aux visiteurs de découvrir les dernières nouveautés tout en redécouvrant les grands classiques du jeu vidéo.
Deux associations partenaires animent ces activités :
- NTSC qui s'occupe principalement des jeux de combat;
- Kaio Gaming qui propose du freeplay et des tournois sur divers jeux.

### Maid Café
Le Maid Café est l'un des espaces de restauration emblématiques d'Anim'Est. Dans cette ambiance immersive, les visiteurs peuvent savourer de délicieuses pâtisseries confectionnées par les maids, accompagnées de boissons chaudes ou froides.
Au-delà de la dégustation, le Maid Café propose une expérience interactive où les visiteurs peuvent participer à diverses animations et jeux en compagnie des maids, tels que : shifumi, speed origami, quiz sur la culture japonaise, chorégraphies, morpion, et bien d'autres. Certaines de ces activités peuvent même offrir des récompenses surprises aux participants !
Côté tenue, les maids et butlers arborent des costumes traditionnels : les butlers en kimono, tandis que les maids portent soit une tenue de soubrette, soit un kimono, renforçant ainsi l’atmosphère authentique et conviviale du lieu.

### Restauration
La convention offre aux visiteurs plusieurs options de restauration. Le jour même, les étudiants des Mines Nancy et TELECOM Nancy préparent des sandwichs ainsi que des bentos inspirés de la cuisine japonaise. Parmi les spécialités proposées, on retrouve notamment des makis, des onigiris ou bien des salades de chou rouge.
En complément, divers stands proposent également de la nourriture, notamment des friandises, fruits secs et autres gourmandises à déguster sur place.

## Éditions

### 2013
Dates et lieu : 23 et 24 novembre 2013 au Palais des congrès de Nancy.
Thème et couleur : L'Histoire du Japon; Rouge.
Concert : Neko Light Orchestra.
Invités : Reno Lemaire, Noob, Ryo Fujimura, Olivier Romac, Le Fab.

### 2014
Dates et lieu : 8 et 9 novembre 2014 au Centre Prouvé de Nancy.
Thème et couleur : Le cinéma japonais; Orange Abricot.
Concerts : La SÉGA (Pixelophonia), Airly Momoco.
Invités : LinksTheSun.

### 2015
Dates et lieu : 14 et 15 novembre 2015 au Centre Prouvé de Nancy.
Thème et couleur : La géographie japonaise ; Bleu Azur.
Invités : Ginger Force (d), The Neko Light Orchestra, Damned, Mamytwink, Le Chef Otaku, Boidin Charles, Varobaz, L'appaisé ASMR, Charlotte de Lilla, Moïse de Glitch, Drum aturgie, Georges la Saucisse, Wyrem Hopebringer, Xuenimul.

### 2016
Dates et lieu : 26 et 27 novembre 2016 au Centre Prouvé de Nancy.
Thème et couleur : Les nouvelles Technologies ; Vert Lime.
Invités : Caljbeut Cartoons Trashs.

### 2017
Dates et lieu : 18 et 19 novembre 2017 au Centre Prouvé de Nancy.
Thème et couleur : Les Jardins Japonais ; Rouge groseille.
Invités : Pixelophonia, Fred of the dead, Zone 42.

### 2018
Dates et lieu : 24 et 25 novembre 2018 au Centre Prouvé de Nancy.
Thème et couleur : Spiriualité ; Violet.
Invités : Ganesh2, Mr Plouf, Sa Mère La Pub, Re:Take.

### 2019
Dates et lieu : 23 et 24 novembre 2019 au Centre Prouvé de Nancy.
Thème et couleur : La Mer ; Bleu.
Invités : Siphano, Pixelophonia, Sa Mère La Pub, Louis-San.

### 2020
Dates et lieu : 14 et 15 novembre 2020 au Centre Prouvé de Nancy.
Thème et couleur : Le sport ; Rose.
Invités : Surprise !
Annulée à cause des conséquences de la crise liée à l'épidémie de COVID-19

### 2021
Dates et lieu : 13 et 14 novembre 2021 au Centre Prouvé de Nancy.
Thème et couleur : La musique ; Vert turquoise.
Invités : Newtiteuf, Pixelophonia, Noob, Kayane, Pierre-Alain de Garrigues, Gilbert Lévy.

### 2022
Dates et lieu : 19 et 20 novembre 2022 au Centre Prouvé de Nancy.
Thème et couleur : Les métropoles japonaises ; Jaune.
Invités : Véronique Augereau, Philippe Peythieu, Starrysky, Lucie,Too, Pierre-Alain de Garrigues, Zoro L'Frero, Negrito Senpai, Ellothin, LeelooKris, Salem.

### 2023
Dates et lieu : 2 et 3 décembre 2023 au Parc des Expositions de Nancy.
Thème et couleur : Anniversaire/Festival ; Rouge.
Invités : Siphano, Fildrong, Ken Bogard, Julien Fontanier, Fédoua Lamodière, Chantal Baroin, Julien Chatelet, Claire Guyot, Ponoki Chan, Nad Cosplay, Aori Cosplay, Cosplay 100 Visages, Saru 2S, Secret Zero, Kirisut'enka

### 2024
Dates et lieu : 30 Novembre et 1er Décembre 2024 au Centre Prouvé de Nancy.
Thème et couleur : Yōkai; Vert sapin.
Invités : Julien Fontanier, Nathalie Homs, Léa Yuna & Eric Artz, Aori Cosplay, Aokiji Cosplay, Sylvain Jolivalt, Tokyo No Jo, Sarah Alainn & Benyamin Nuss.

## Soirée
Depuis 2012, une soirée est organisée le samedi soir de la convention où se déroulent des concerts ou des projections de film d'animation.
- 2012 : Concert de Shibuya Impakt, Hybrids et HITT au Hublot (en partenariat avec Hanafest)[15].
- 2013 : Concert de Cécile Corbel[16]. Projection des films The Garden of Words et Nausicaä de la Vallée du Vent au Caméo Saint Sébastien[17].
- 2014 : Projection du film One Piece Z, animation par l'association Kaerizaki au Caméo Saint Sébastien.
- 2017 : Échange avec les VIP au Barcraft.
- 2019 : Soirée Loup Garou en duo au Barcraft.

La convention propose également depuis 2022 en collaboration avec l'UGC de Nancy, de continuer l'aventure de la convention avec la projection de films d'animation japonaise tels que : 
- 2022 : INU-HO, Goodbye, Belle, Your Name, Promare.
- 2023 : Le château solitaire dans le miroir, Blue Giant, Le grand magasin, Mars Express, Les Enfants de la Mer.
- 2024 : Suzume, Le château dans le ciel (des places à gagner étaient proposées pour ces deux films).